# Wilhelm Waagen
Wilhelm Heinrich Waagen, född 23 juni 1841 i München, död 24 mars 1900 i Wien, var en tysk geolog och paleontolog. Han var far till Lukas Waagen.
Waagen studerade i München under Albert Oppels ledning, blev privatdocent där 1866, men var 1870–76 tidtals anställd vid Indiens geologiska undersökning.  År 1878 flyttade han som privatdocent till Wien, blev 1879 professor i mineralogi och geologi vid tyska tekniska högskolan i Prag och 1890 professor i paleontologi i Wien. Han tilldelades Lyellmedaljen 1898.
Han var en framstående paleontolog och stratigraf och arbetade till en början på indelningen av Tysklands jurabildningar i zoner och sysselsatte sig särskilt med de karakteriserande zonfossilen, ammoniterna. För dessa synnerligen varierande former ansåg han sig böra införa en trinomial nomenklatur och beaktade särskilt artens till tid skilda mutationer, i motsats till dess inbördes samtidiga variationer. Hans huvudarbeten behandlar i övrigt fossil från Indien, karbon, perm och trias.